# Estación Lucio V. López
Lucio V. López es una estación de ferrocarril de la localidad de Lucio V. López, provincia de Santa Fe, Argentina.

## Servicios
No presta servicios de pasajeros, solo de cargas. Sus vías corresponden al Ramal CC del Ferrocarril General Belgrano. Sus vías e instalaciones están concesionadas a la empresa estatal Trenes Argentinos Cargas.
Se encuentra precedida por el Estación La Salada y le sigue la Estación Salto Grande.